# Endromopoda detrita
Endromopoda detrita là một loài tò vò trong họ Ichneumonidae.